# زغن‌آباد (ورزقان)

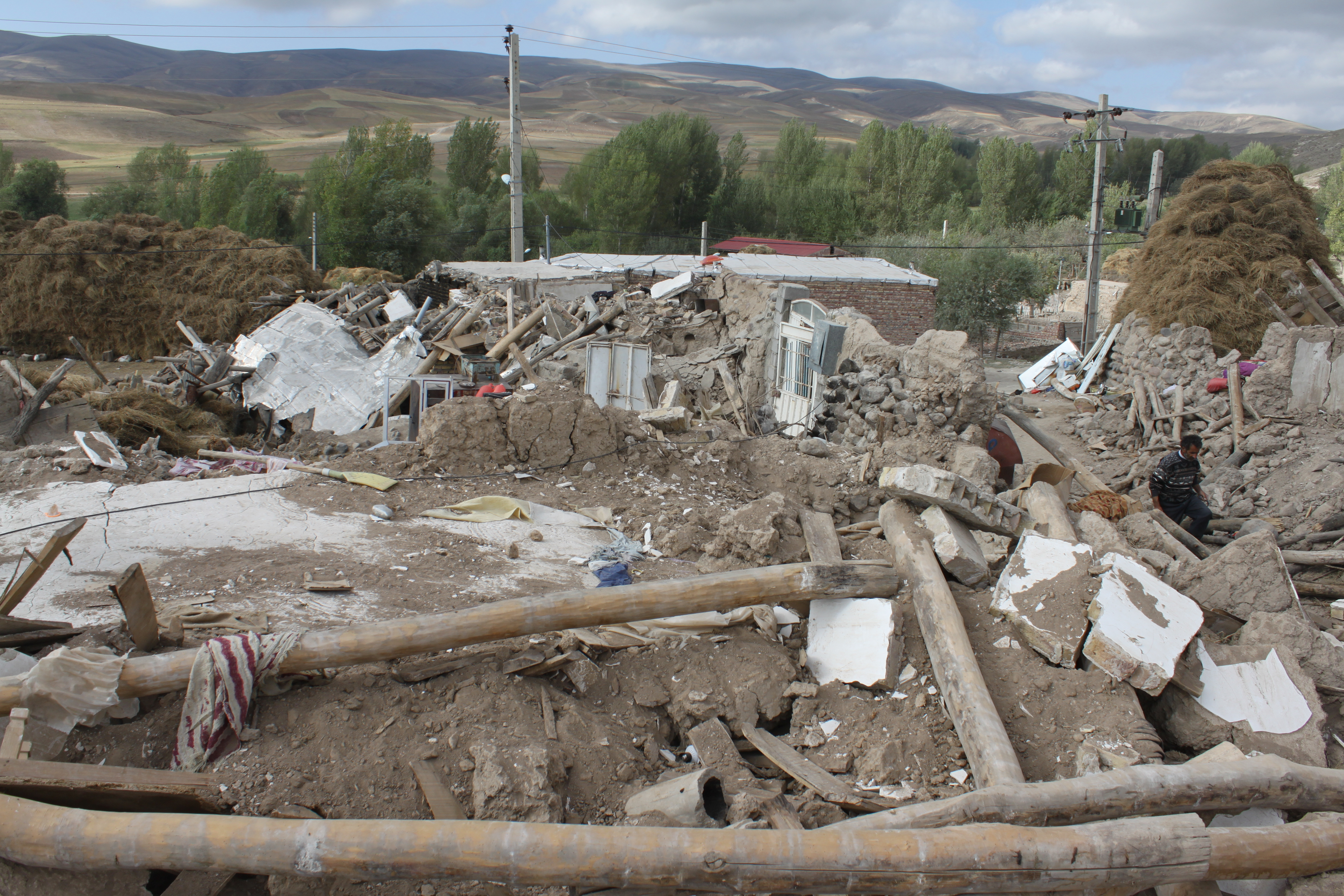
تخریب کامل روستا بر اثر زلزله

زغن‌آباد یکی از روستاهای استان آذربایجان شرقی است که در دهستان ازومدل جنوبی بخش مرکزی شهرستان ورزقان واقع شده‌است.